# Мармат (Северна Дакота)
Мармат (енгл. Marmarth) град је у америчкој савезној држави Северна Дакота.

## Демографија
По попису из 2010. године број становника је 136, што је 4 (-2,9%) становника мање него 2000. године.
| Група             | 2000.       | 2010.       |
| Белци             | 138 (98,6%) | 121 (89,0%) |
| Афроамериканци    | 0 (0,0%)    | 0 (0,0%)    |
| Азијати           | 0 (0,0%)    | 0 (0,0%)    |
| Хиспаноамериканци | 1 (0,7%)    | 11 (8,1%)   |
| Укупно            | 140         | 136         |